# Exilul de la Avignon

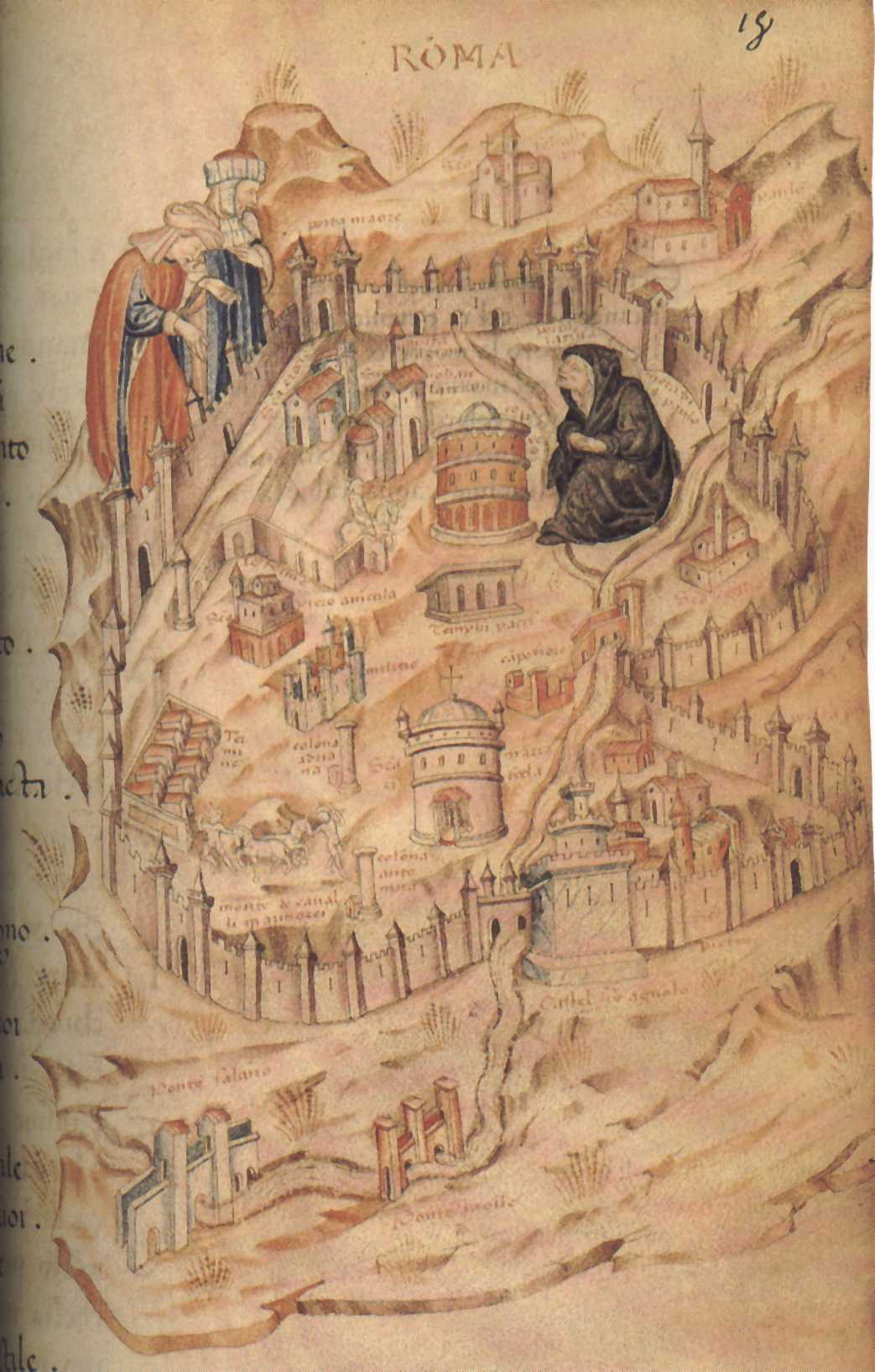
Manuscris medieval care reprezintă Roma îndoliată, ca urmare a exilului la Avignon (Bibliothèque nationale de France, MS Ital. 81, folio 18)

Exilul de la Avignon sau Captivitatea de la Avignon a fost perioada din istoria Bisericii Romano-Catolice în care, la presiunea Franței, șapte papi și-au mutat sediul de la Roma la Avignon. Exilul de la Avignon a durat din anul 1309 până în 1377. În anul 1378 au fost aleși doi papi, fapt care a dus la Schisma apuseană.

## Istoric
Influența regelui Filip al IV-lea cel Frumos asupra colegiului cardinalilor devenise atât de puternic, încât la conclavul din anul 1305 a fost ales papă arhiepiscopul de Bordeaux, care și-a luat numele de Clement al V-lea. Acesta nici nu s-a mai deplasat la Roma pentru învestirea în funcție, ceremonia având loc la Lyon. 
Clement al V-lea a rezidat în mănăstirea dominicanilor din Avignon. Succesorul său a fost episcopul de Avignon, care și-a luat numele de Ioan al XXII-lea.